# Thanagau
Thanagau (nep. थानगाँउ) – gaun wikas samiti we wschodniej części Nepalu w strefie Sagarmatha w dystrykcie Udayapur. Według nepalskiego spisu powszechnego z 2001 roku liczył on 429 gospodarstw domowych i 2558 mieszkańców (1267 kobiet i 1291 mężczyzn).